# Love Survive
A Love Survive (a borító írásmódja szerint LOVE SURVIVE) a Scandal japán együttes tizenegyedik major kislemeze (összességében a tizennegyedik), amely egyben a Baby Action című stúdióalbumuk negyedik kislemeze. A dalok szövegeit Ono Haruna, Tanaka Hidenori, Hadzsime és Szuzuki Rina írta.
A korong a tizenegyedik helyen mutatkozott be az Oricon slágerlistáján a 15 597 eladott példányával. A Billboard Hot 100 listáján a huszonegyedik, a Billboard Hot Singles Sales listáján a tizenharmadik, míg a Billboard Hot Top Airplay listáján a harmincadik helyet érte el.

## Számlista
| CD (ESCL-3740) | CD (ESCL-3740)                 | CD (ESCL-3740)              | CD (ESCL-3740)  | CD (ESCL-3740) | CD (ESCL-3740) | CD (ESCL-3740) | CD (ESCL-3740) | CD (ESCL-3740) | CD (ESCL-3740) |
| #              | Cím                            | Dalszöveg                   | Zene            | Hangszerelő    | Hossz          |                |                |                |                |
| -------------- | ------------------------------ | --------------------------- | --------------- | -------------- | -------------- | -------------- | -------------- | -------------- | -------------- |
| 1.             | LOVE SURVIVE                   | Ono Haruna, Tanaka Hidenori | Tanaka Hidenori | Acusi          | 3:42           |                |                |                |                |
| 2.             | Kimi ni Sittocsuu (君に嫉妬中) | Hadzsime                    | Hadzsime        | Hadzsime       | 3:49           |                |                |                |                |
| 3.             | Hikare (ひかれ)                | Suzuki Rina                 | Szaszazaki Mami | Scandal        | 4:21           |                |                |                |                |
| 4.             | LOVE SURVIVE (Instrumental)    | –                           | Tanaka Hidenori | Acusi          | 3:42           |                |                |                |                |
| 15:34          |                                |                             |                 |                |                |                |                |                |                |